# Orlando Magic 2008-2009
La stagione NBA 2008-2009 fu la 20ª stagione della storia degli Orlando Magic che si concluse con un record di 59 vittorie e 23 sconfitte nella regular season, il 1º posto nella Southeast Division e il 3º posto della Eastern Conference.
Nei playoff del 2009 la squadra, dopo aver sconfitto al primo turno i Philadelphia 76ers, riuscì a battere i campioni in carica dei Boston Celtics, e i Cleveland Cavaliers, la squadra con il miglior record della Lega, guidata dall'MVP della stagione LeBron James.
Nelle NBA Finals 2009, di fronte ai Los Angeles Lakers di Kobe Bryant i Magic uscirono sconfitti col punteggio di 4 a 1.

## Draft
| Giro | Scelta | Giocatore    | Posizione         | Nazionalità | Università/Club |
| ---- | ------ | ------------ | ----------------- | ----------- | --------------- |
| 1    | 22     | Courtney Lee | guardia tiratrice | Stati Uniti | WKU             |

## Regular season
| Squadra            | V  | P  | %    |    |
| ------------------ | -- | -- | ---- | -- |
| Orlando Magic      | 59 | 23 | 72,0 | -  |
| Atlanta Hawks      | 47 | 35 | 57,3 | 12 |
| Miami Heat         | 43 | 39 | 52,4 | 16 |
| Charlotte Bobcats  | 35 | 47 | 42,7 | 24 |
| Washington Wizards | 19 | 63 | 23,2 | 40 |

## Playoff

### Primo turno
Gara 1
| 19 aprile 2009 | Orlando Magic | 98 – 100 | Philadelphia 76ers |  |

Gara 2
| 22 aprile 2009 | Orlando Magic | 96 – 87 | Philadelphia 76ers |  |

Gara 3
| 24 aprile 2009 | Philadelphia 76ers | 96 – 94 | Orlando Magic |  |

Gara 4
| 26 aprile 2009 | Philadelphia 76ers | 81 – 84 | Orlando Magic |  |

Gara 5
| 28 aprile 2009 | Orlando Magic | 91 – 78 | Philadelphia 76ers |  |

Gara 6
| 30 aprile 2009 | Philadelphia 76ers | 89 – 114 | Orlando Magic |  |

### Semifinali di Conference
Gara 1
| 4 maggio 2009 | Boston Celtics | 90 – 95 | Orlando Magic |  |

Gara 2
| 6 maggio 2009 | Boston Celtics | 112 – 94 | Orlando Magic |  |

Gara 3
| 8 maggio 2009 | Orlando Magic | 117 – 96 | Boston Celtics |  |

Gara 4
| 10 maggio 2009 | Orlando Magic | 94 – 95 | Boston Celtics |  |

Gara 5
| 12 maggio 2009 | Boston Celtics | 92 – 88 | Orlando Magic |  |

Gara 6
| 14 maggio 2009 | Orlando Magic | 83 – 75 | Boston Celtics |  |

Gara 7
| 17 maggio 2009 | Boston Celtics | 82 – 101 | Orlando Magic |  |

### Finali di Conference
Gara 1
| 20 maggio 2009 | Cleveland Cavaliers | 106 – 107 | Orlando Magic |  |

Gara 2
| 22 maggio 2009 | Cleveland Cavaliers | 96 – 95 | Orlando Magic |  |

Gara 3
| 24 maggio 2009 | Orlando Magic | 99 – 89 | Cleveland Cavaliers |  |

Gara 4
| 26 maggio 2009 | Orlando Magic | 116 – 114 dts | Cleveland Cavaliers |  |

Gara 5
| 28 maggio 2009 | Cleveland Cavaliers | 112 – 102 | Orlando Magic |  |

Gara 6
| 30 maggio 2009 | Orlando Magic | 103 – 90 | Cleveland Cavaliers |  |

### NBA Finals 2009
Gara 1
| 4 giugno 2009 | Los Angeles Lakers | 100 – 75 | Orlando Magic |  |

Gara 2
| 7 giugno 2009 | Los Angeles Lakers | 101 – 96 TS | Orlando Magic |  |

Gara 3
| 9 giugno 2009 | Orlando Magic | 108 – 104 | Los Angeles Lakers |  |

Gara 4
| 11 giugno 2009 | Orlando Magic | 91 – 99 TS | Los Angeles Lakers |  |

Gara 5
| 14 giugno 2009 | Orlando Magic | 86 – 99 | Los Angeles Lakers |  |

## Roster
| \| Pos. \| Num. \| Naz. \| Nome \| Altezza \| Peso \| Data nascita \| Provenienza \| \| ---- \| ---- \| ---- \| ------------------ \| ------- \| ------ \| ------------ \| --------------------------------------------- \| \| G \| 1-36 \| \| Alston, Rafer \| 188 cm \| 78 kg \| 24-07-1976 \| Fresno State \| \| A/C \| 4 \| \| Battie, Tony \| 211 cm \| 104 kg \| 11-02-1976 \| Texas Tech \| \| G/AP \| 10 \| \| Bogans, Keith \| 196 cm \| 98 kg \| 12-05-1980 \| Kentucky Wildcats \| \| A \| 34 \| \| Cook, Brian \| 206 cm \| 106 kg \| 04-12-1980 \| Illinois Fighting \| \| C \| 31 \| \| Foyle, Adonal \| 208 cm \| 113 kg \| 09-03-1975 \| Colgate \| \| A \| 13 \| \| Gortat, Marcin \| 213 cm \| 109 kg \| 17-02-1984 \| Koln 99ers (Germany) \| \| C \| 12 \| \| Howard, Dwight \| 211 cm \| 109 kg \| 08-12-1985 \| Southwest Atlanta Christian Academy (Georgia) \| \| G \| 8 \| \| Johnson, Anthony \| 191 cm \| 86 kg \| 02-10-1974 \| College of Charleston \| \| G \| 11 \| \| Lee, Courtney \| 196 cm \| 91 kg \| 03-10-1985 \| Western Kentucky \| \| A \| 9 \| \| Lewis, Rashard \| 208 cm \| 98 kg \| 08-08-1979 \| Alief Elsik High School (Texas) \| \| G \| 10 \| \| Lue, Tyronn \| 183 cm \| 79 kg \| 03-05-1977 \| Nebraska \| \| G \| 14 \| \| Nelson, Jameer \| 183 cm \| 86 kg \| 09-02-1982 \| Saint Joseph's \| \| G/AP \| 20 \| \| Piétrus, Mickaël \| 198 cm \| 98 kg \| 07-02-1982 \| Pau-Orthez (France) \| \| G \| 7 \| \| Redick, J.J. \| 193 cm \| 86 kg \| 24-06-1984 \| Duke \| \| G/AP \| 32 \| \| Richardson, Jeremy \| 198 cm \| 84 kg \| 01-03-1984 \| Delta State \| \| A \| 15 \| \| Türkoğlu, Hidayet \| 208 cm \| 100 kg \| 19-03-1979 \| Anadolu Efes (Turkey) \| | Allenatore - Stan Van Gundy Assistente/i - Brendan Malone (Vice-allenatore) - Steve Clifford (Vice-allenatore) - Patrick Ewing (Vice-allenatore) - Bob Beyer (Vice-allenatore) Legenda - (C) Capitano - (FA) Free agent - (S) Sospeso - (TW) Contratto Two-way - (GL) Assegnato a squadra G League affiliata - Infortunato Roster • Transazioni · Ultima transazione: 29 giugno 2009 |                        |                    |         |        |              |                                               |
| Pos. | Num. | Naz.                   | Nome               | Altezza | Peso   | Data nascita | Provenienza                                   |
| G | 1-36 | Stati Uniti (bandiera) | Alston, Rafer      | 188 cm  | 78 kg  | 24-07-1976   | Fresno State                                  |
| A/C | 4 | Stati Uniti (bandiera) | Battie, Tony       | 211 cm  | 104 kg | 11-02-1976   | Texas Tech                                    |
| G/AP | 10 | Stati Uniti (bandiera) | Bogans, Keith      | 196 cm  | 98 kg  | 12-05-1980   | Kentucky Wildcats                             |
| A | 34 | Stati Uniti (bandiera) | Cook, Brian        | 206 cm  | 106 kg | 04-12-1980   | Illinois Fighting                             |
| C | 31 | Stati Uniti (bandiera) | Foyle, Adonal      | 208 cm  | 113 kg | 09-03-1975   | Colgate                                       |
| A | 13 | Polonia (bandiera)     | Gortat, Marcin     | 213 cm  | 109 kg | 17-02-1984   | Koln 99ers (Germany)                          |
| C | 12 | Stati Uniti (bandiera) | Howard, Dwight     | 211 cm  | 109 kg | 08-12-1985   | Southwest Atlanta Christian Academy (Georgia) |
| G | 8 | Stati Uniti (bandiera) | Johnson, Anthony   | 191 cm  | 86 kg  | 02-10-1974   | College of Charleston                         |
| G | 11 | Stati Uniti (bandiera) | Lee, Courtney      | 196 cm  | 91 kg  | 03-10-1985   | Western Kentucky                              |
| A | 9 | Stati Uniti (bandiera) | Lewis, Rashard     | 208 cm  | 98 kg  | 08-08-1979   | Alief Elsik High School (Texas)               |
| G | 10 | Stati Uniti (bandiera) | Lue, Tyronn        | 183 cm  | 79 kg  | 03-05-1977   | Nebraska                                      |
| G | 14 | Stati Uniti (bandiera) | Nelson, Jameer     | 183 cm  | 86 kg  | 09-02-1982   | Saint Joseph's                                |
| G/AP | 20 | Francia (bandiera)     | Piétrus, Mickaël   | 198 cm  | 98 kg  | 07-02-1982   | Pau-Orthez (France)                           |
| G | 7 | Stati Uniti (bandiera) | Redick, J.J.       | 193 cm  | 86 kg  | 24-06-1984   | Duke                                          |
| G/AP | 32 | Stati Uniti (bandiera) | Richardson, Jeremy | 198 cm  | 84 kg  | 01-03-1984   | Delta State                                   |
| A | 15 | Turchia (bandiera)     | Türkoğlu, Hidayet  | 208 cm  | 100 kg | 19-03-1979   | Anadolu Efes (Turkey)                         |

### Arrivi/partenze
Mercato e scambi avvenuti durante la stagione:
Arrivi
| N° | Naz.                   | Ruolo | Sportivo     |  | Alt. |  |
| -- | ---------------------- | ----- | ------------ |  | ---- |  |
| 1  | Stati Uniti (bandiera) | P     | Rafer Alston |  |      |  |
| 10 | Stati Uniti (bandiera) | P     | Tyronn Lue   |  |      |  |

Partenze
| N° | Naz.                   | Ruolo | Sportivo     |  | Alt. |  |
| -- | ---------------------- | ----- | ------------ |  | ---- |  |
| 10 | Stati Uniti (bandiera) | G     | Keith Bogans |  |      |  |
| 34 | Stati Uniti (bandiera) | AG    | Brian Cook   |  |      |  |

## Premi e onorificenze
- Dwight Howard nominato Difensore dell'anno
- Dwight Howard incluso nell'All-NBA First Team
- Dwight Howard incluso nell'All-Defensive First Team